# Parabellum -パラベラム-
『Parabellum -パラベラム-』は、吉岡榊による日本の漫画作品。
『月刊コミックアライブ』（メディアファクトリー）に、2007年4月号から2008年8月号まで、全15話が連載された。単行本は全3巻。
平凡な中学3年生、久世葵が転入した先の学園で巻き込まれる2つの名家同士の争いと、そこに隠された葵自身や周囲に関する真実を巡る学園バトルアクション。

## あらすじ
久世 葵は私立妃宮学園高等部に転入したばかりの高校1年生。転校初日、学校見学をして帰宅が遅くなった葵は「学園の王子様」と呼ばれる設楽 早霧に銃で襲われる。訳が分からず逃げ惑う葵の前に、丁嵐 苑子と名乗る二丁拳銃の少女が現れ…。

## 主な登場人物

### 日元家
久世 葵（くぜ あおい）
私立妃宮学園中等部3年。本作の主人公。日元家の嫡男であるが、本人はそのことを知らない。両親を亡くし、従兄弟のみやびの家に居候している。鬼道の力とそれを巡る戦の儀の存在を疑問に思い、争いを終わらせるべく苑子と戦う決意をする。後に日元家に入り、正式に日元の姓を名乗るようになる。
丁嵐 苑子（あたらし そのこ）
私立妃宮学園中等部3年。葵の護霊人（まもりびと）で、壱の儀、参の儀を「人形」として戦う。葵を追って妃宮学園に転入する。本来は兄がその任を負う予定だったが、亡くなったため苑子が護霊人として育てられた。「日元一の世臣」と言われた丁嵐家の娘として幼い頃から日元家の当主を守ることだけを教え込まれており、そのためであれば自らのことは顧みない。愛銃はグロック26。
日下 紫衣音（くさか しいね）
私立日元学苑の学生。13歳。弐の儀を「人形」として戦う。日下家は「御三家」の一つで、丁嵐家より家格は高い。本人も強気でわがままな性格の持ち主だが、苑子とは昔から仲が良く、彼女を「お姉さま」と呼び慕う一面も。武器は銃ではなく長剣（レイピア）だが、柄の部分が仕込み銃になっているものを使用。
日元 誠一郎（ひのもと せいいちろう）
日元家の現当主。葵の祖父にあたる。
日元 藤次郎（ひのもと とうじろう）
故人。葵の父で、誠一郎の嫡男。
丁嵐 嵩宗（あたらし たかむね）
故人。苑子の兄で、葵の護霊人になる予定だった。愛銃はワルサーP99。

### 妃宮家
妃宮 久遠（ひのみや くおん）
私立妃宮学園高等部2年で、高等部生徒会長。妃宮家当主でもあり、妃宮グループの代表を務める才女。戦の儀に勝つことだけを求められてきた重圧で精神を病んでおり、勝利に賭ける執念は凄まじいまでのものがある。後述するとおり、葵の異父姉にあたる。
設楽 早霧（したら さぎり）
私立妃宮学園高等部2年。久遠の護霊人で、弐の儀、参の儀を「人形」として戦う。剣道部所属のエースで、またその男性的な風貌から「学園の王子様」の異名をとる。体育祭であっても常に黒手袋をはめている。久遠とは幼馴染であるが、彼女の精神が追い詰められていくのを救えなかったことを悔やんでおり、彼女を勝利させ、奇霊なる力で世界と彼女たちの運命をも変えようとしている。その一方で久遠に命ぜられて仕掛けた葵に対する罠を身を挺（てい）して止めるなど、正々堂々とした一面もある。愛銃はH&K MP7A1、およびベレッタPx4 Storm。
美郷 咲桜（みさと さくら）
私立妃宮学園高等部の学生。壱の儀を「人形」として戦う。持病があり、車椅子に乗っていることもある。精密射撃を得意としており、ライフル競技の元チャンピオン。壱の儀では遮蔽物の少ない音楽堂の中という地の利も合わせて葵たちを窮地に追い込むが、規則を逆手に取った葵の奇襲の前に敗れる。愛銃はTAVOR-21 S.T.A.R。
妃宮 鞠音（ひのみや まりね）
故人。妃宮家前当主。久遠を産んだ後当主の地位を放棄して日元藤次郎と結ばれ、葵を産んだ。

### 妃宮学園
久世 みやび（くぜ みやび）
私立妃宮学園中等部3年。葵の従兄弟。古武術部に所属しており、その腕前は体育祭の総合格闘大会「H-1グランプリ」で3連覇するほど。
橘 一希（たちばな いっき）
私立妃宮学園中等部3年。いつも読書をしている文学少女で、日本文学同好会所属。
妃宮家に仕えており、久遠の意を受けて葵の監視をしたり、みやびを拉致したりと暗躍していた。そのせいか運動能力は優れているようで、その片鱗が体育祭の部活対抗戦で現れている。
苫鼓 舞衣（とまこ まい）
私立妃宮学園バスケットボール部キャプテン。体育祭の部活対抗戦で決勝まで進むが、決勝で一希とのインディアカ勝負に敗れる。

### その他の人物
みやびの母
作中に本名は登場せず。小説家で、古武術の達人。みやびに護身術として古武術を教えた張本人。
早霧の母親とは姉妹であり、みやびともども設楽家の血を継いでいる。先代当主である鞠音の護霊人を務めており、彼女の頼みで葵を居候させていた。

## 作中用語
日元家・妃宮家（ひのもとけ・ひのみやけ）
卑弥呼の末裔と言われる名家。卑弥呼が有したと言う鬼道の力を受け継ぎ、古より日本を裏から支配している。御家騒動で日元と妃宮に分裂してからは戦の儀によって鬼道の力を受け継ぐ者を決め、その力で日本を支配してきた。
鬼道の力（きどうのちから）
かつて乱れた倭の国を統べた卑弥呼が用いた、全てを支配する力。その正体は荒霊が生み出す「再生のための破壊」の力である奇霊なる力（くしびなるちから）の一部を取り出したもの。
戦の儀（いくさのぎ）
鬼道の力を得る者を決めるための儀式。「壱の儀」「弐の儀」「参の儀」とあり、2勝した側が鬼道の力を得る。得た側も永遠に力を維持出来るわけではなく、力が弱まるたびに行われている。
当主ではなく人形と呼ばれる当主と掬霊んだ（むすんだ）人間同士が戦う。死は「穢れ」に通じるとして人形の殺害は許されず、両手首につけたオロチという拘束具を両方破壊するか、人形が負けを認めるかで勝敗が決まる。当主への攻撃も禁止である。
一度始まった戦の儀は拒否できず、もし拒否しようとすれば当主は死に至る。自ら負けを認めた場合も同様。
血の契約（ちのけいやく）
鬼道の力を受け継ぐ当主の血を言霊とともに体内に入れることで、その人間を護霊人とする契約。
護霊人（まもりびと）
当主と血の契約を結んだ人間のこと。どちらかの命が尽きるまで当主の側近くにあり、その身を守ることが役目。
御徴（みしるし）
奇異なる力を引き出すために必要な道具。かつては鬼道の力を得た妃宮家の当主である鞠音が所持していたが、その死後所在不明になっていた。
実際はペンダントとして息子の葵に託され、さらにその正体を知らない葵によってみやびへと手渡されていた。

## 備考
- 作品名の通り、作中登場する拳銃はすべて9mmパラベラム弾を使用するモデルが存在する。

## 単行本
MFコミックス アライブシリーズ
- Parabellum -パラベラム- 1 （2007年8月発行） ISBN 978-4-8401-1942-9
- Parabellum -パラベラム- 2 （2008年2月発行） ISBN 978-4-8401-2201-6
- Parabellum -パラベラム- 3 （2008年7月発行） ISBN 978-4-8401-2247-4